# Gonosztevők társasága
A Gonosztevők társasága (francia címén: Association de malfaiteurs) 1987-ben bemutatott francia filmvígjáték Claude Zidi rendezésében.

## Cselekmény
Thierry, Gérard, Francis és Daniel, a HEC Paris barátai és egykori kollégái részt vesznek az iskola által szervezett estén. Gérard és Thierry üzleti partnerek, akiket azzal vádolnak, hogy elraboltak egy széfet egy gazdag iparmágnástól ebben a sitcomban. Egy tréfa visszaüt, amikor elhitetik kollégájukkal, Daniellel, hogy megnyerte a lottón. A széf tulajdonosa hívja a rendőrséget, akik üldözik a cselszövő párost. Ők ketten másodszor is kirabolják a széfet, hogy fedezzék az első rabláskor ellopott pénz elvesztését. Monique az érzéki rendőrbiztos és a rablás áldozatának volt szerelme, aki a különös ügyben nyomoz.

## Szereplők
- François Cluzet – Thierry
- Christophe Malavoy – Gérard
- Véronique Genest – Monique Lemercier
- Jean-Claude Leguay – Daniel
- Jean-Pierre Bisson – Bernard Hassler
- Claire Nebout – Claire
- Gérard Lecaillon – Francis